# Горгопишки етнографски музей
Горгопишкият етнографски музей (на гръцки: Λαογραφικό Μουσείο Γοργόπης) е музей в южномакедонското кукушко село Горгопик (Горгопи), Гърция.
Музеят е разположен на главната улица, близо до общината и има за цел да запази и представи традиционната култура на гърците бежанци от Мала Азия, Понт и Източна Тракия, заселени в Горгопик през 20-те години на XX век. Експонатите са дарения от членове на трите културни асоциации в селото и са събирани две години. Включват различни предмети от традиционния бит като станове, маси и други.